# 4614 Масамура
4614 Масамура (4614 Masamura) — астероїд головного поясу, відкритий 21 серпня 1990 року.
Тіссеранів параметр щодо Юпітера — 3,594.